# Saint Mary (Jersey)
Saint Mary (fr. Sainte-Marie, w języku Jèrriais Sainte Mathie) - Okręg (parish) w północno-zachodniej części wyspy Jersey (Wyspy Normandzkie). St. Mary jest najmniejszym pod względem ludności parish-em Jersey. 